# Die Fahrt ins Blaue (1919)
Die Fahrt ins Blaue ist eine deutsche Stummfilmkomödie aus dem Jahre 1919. Unter der Regie von Rudolf Biebrach spielt Henny Porten die Hauptrolle. Ihr Partner ist Georg Alexander.

## Handlung
Wanda Lossen arbeitet als einfache Kassiererin in einem Geschäft. An ihrem Geburtstag bekommt sie von ihren Freundinnen eine Uhr mit eingebautem Wecker und ein Lotterielos geschenkt. Als Hauptgewinn lockt ein tolles Auto sowie eine Geldsumme in Höhe von 20.000 Reichsmark. Ortswechsel: Dr. Erich Fuldt ist ein bekannter und ebenso erfolgreicher wie wohlhabender Schriftsteller, der die Einweihung einer alten Burg feiert, die er soeben käuflich erworben hat. Beide Leben, Wandas wie Erichs, sollen bald schicksalshaft miteinander verwoben werden. Wanda erwacht am Morgen nach ihrem Geburtstag und muss mit Schreck feststellen, dass die Weckeruhr über Nacht stehen geblieben ist und sie somit nicht geweckt hat. In großer Eile saust sie los, da sie nicht zu spät zur Arbeit kommen will. Prompt stößt sie an einer Straßenecke mit Fuldt zusammen. Doch Wanda hat überhaupt keine Zeit für lange Erklärungen, und so rast sie gleich weiter, gefolgt im Sauseschritt von dem verdutzten Schriftsteller, der beim Zusammenstoß offenbar sofort sein Herz an die stürmische junge Dame verloren hat.
Im Geschäft angekommen, ruft Wandas Chef die zu spät Gekommene zu sich, woraufhin Wanda prompt in Tränen ausbricht. Der Alte blickt daraufhin das erste Mal seine Untergebene an und scheint im höchsten Maße verzückt von ihr zu sein. Dreist umgarnt er sie und flirtet Wanda an, macht ihr Avancen und zeigt ihr, was für ein tolles Leben in Saus und Braus sie an seiner Seite führen könnte. Das habe sie ja nun demnächst überhaupt nicht nötig, erwidert Wanda mit einigem Hochmut, und reibt ihrem Chef ihr Los unter die Nase. Schließlich könne sie sich all dies bald selbst leisten. Am darauf folgenden Wochenende unternimmt Wanda mit ihren Freundinnen einen Ausflug, die titelgebende Fahrt ins Blaue, zur Burg Rauenstein. Auf dem Weg dorthin stoßen sie auf Erich Fuldt, dessen Auto am Straßenrand liegen geblieben zu sein scheint. Nach einigem Hin und Her tun sich die Mädels und der Autor zusammen und fahren gemeinsam zu der Burg.
Bei der Besichtigung des Schlosses führt Erich die Damen in ein Zimmer, entfernt eine Platte im Fußboden und fordert Wanda und ihre Freundinnen auf, mal hinunterzusehen. Er sagt, dass sich bislang noch keine Frau getraut habe, in das finstere Loch hinabzusteigen. Das bringt natürlich sofort Wanda auf den Plan, die vor allem ihre Tollkühnheit und ihren Mut unter Beweis stellen möchte. Erich begleitet sie und will, erst einmal unten angelangt, im Scherz Wanda gleich an ein Folterinstrument anschließen. Nun bekommt sie es mit der Angst zu tun und bietet ihm für ihre Freilassung ihr Lotterielos an. Fuldt verzichtet darauf und verlangt lediglich einen Kuss von Wanda, den er sich kurzerhand unerlaubt abholt. Dann lässt er das verängstigte Mädchen frei, das ihm daraufhin augenblicklich eine Backpfeife verabreicht.
Tage später: Wanda wird von einem Repräsentanten der Lotteriegesellschaft informiert, dass sie die Hauptgewinnerin sei und sowohl die Geldsumme als auch den todschicken Mercedes-Benz, der direkt vor ihrem Haus stünde, gewonnen habe. Es gäbe allerdings eine Bedingung: Für mindestens drei Monate müsse Wanda auch den Chauffeur des Fahrzeugs akzeptieren. Als Wanda vor die Tür läuft, erkennt sie in dem Chauffeur Erich Fuldt wieder, den sie seit der Ohrfeige nicht mehr gesehen hatte. Sie kann nicht wissen, dass sie überhaupt nicht gewonnen hat und dass Erich mit eigenem Geld und eigenem Fahrzeug Wandas Hauptgewinn nur vorgetäuscht hat. Wanda lädt für den kommenden Abend ihre Freundinnen in das Lokal „Die Grüne Diele“ zum Feiern ein. Auf dem Heimweg täuscht „Chauffeur“ Erich eine Panne vor und läuft fort, um Hilfe zu holen. In der Zwischenzeit wird Wanda von drei maskierten Männern „überfallen“. Es handelt sich dabei jedoch um Fuldts Dienerschaft. Nun kehrt Erich zum Auto zurück und fährt mit dem Auto auf seine Burg. Wanda flieht, weil sie den Spaß dahinter noch nicht begriffen hat, verfolgt von Erich. Dann fängt er sie ein, hebt sie ins Auto, und es kommt zum Happy End.

## Produktionsnotizen
Die Fahrt ins Blaue entstand 1919 im UFA-Messter-Atelier in Berlin-Tempelhof. Der Film konnte in der zensurlosen Zeit am 21. November 1919 in Berlins Mozartsaal zur Uraufführung gebracht werden. Zu dieser Zeit besaß er eine Länge von 1470 respektive nach einigen Kürzungen 1424 Meter, verteilt auf vier Akte. Bei der Neuvorlage zur wiedererstandenen Filmzensur am 8. Februar 1921 musste Die Fahrt ins Blaue auf 1347 Meter Länge heruntergekürzt werden. Ein Jugendverbot wurde erteilt.
Kurt Richter entwarf die Filmbauten.

## Filmmusik
Die österreichische Neue Kino-Rundschau Nr. 149 veröffentlichte am 10. Jänner 1920 die Musikbegleitung zum Henny Porten-Film „Die Fahrt ins Blaue“. Zusammengestellt von Kapellmeister Dr. Bechstein.